# John C. Woods
John Clarence Woods (ur. 5 czerwca 1911 w Wichita, zm. 21 lipca 1950 w Eniwetok) – amerykański wojskowy w stopniu starszego sierżanta i kat, który dokonał egzekucji przywódców nazistowskich Niemiec skazanych przez Międzynarodowy Trybunał Wojskowy w Norymberdze.

## Życiorys
John C. Woods służył krótko w United States Navy w latach trzydziestych XX wieku, ale został zwolniony za dezercję i zdiagnozowaną nieprzydatność do służby ze względu na swoje cechy psychiczne. Następnie pracował na budowach i w sklepie z paszami w Kansas. Podczas II wojny światowej Woods wstąpił do United States Army, a kiedy wojsko zaczęło poszukiwać kata do przyszłych procesów zbrodniarzy nazistowskich, Woods się zgłosił, mówiąc, że wcześniej asystował przy egzekucjach w Teksasie i Oklahomie, ale nie ma na to żadnych dowodów poza własną relacją Woodsa; US Army nie zweryfikowała prawdziwości tych twierdzeń. Woods był również wykorzystywany jako kat w amerykańskich procesach wojskowych, w których żołnierze amerykańscy zostali skazani na śmierć we Francji w latach 1944–1945.
W Norymberdze jakość pracy Woodsa nie była zbyt profesjonalna, ponieważ część powieszonych zmarła nie z powodu przerwania rdzenia kręgowego, ale uduszenia. Zapadnia szubienicy była prawdopodobnie za ciasna, ponieważ niektórzy skazańcy podczas upadku uderzali twarzą o krawędź zapadni. Jednak w późniejszym wywiadzie Woods powiedział, że jest dumny ze swojej służby. Podczas swojej rzekomej piętnastoletniej kariery kata, dokonał egzekucji 347 mężczyzn, ale jest to niewątpliwie duża przesada, bowiem akta wojskowe wskazują, że Woods miał dwuletnią karierę jako kat i powiesił 60–100 ludzi. 
John C. Woods został przypadkowo porażony prądem elektrycznym w Eniwetok na Wyspach Marshalla w lipcu 1950 roku podczas próby naprawy oprawy oświetleniowej. Pochowany jest w Toronto w stanie Kansas.

## Skazańcy
Osoby na których John C. Woods wykonał 16 października 1946 roku wyroki kary śmierci w Norymberdze:
- Hans Frank
- Wilhelm Frick
- Alfred Jodl
- Ernst Kaltenbrunner
- Wilhelm Keitel
- Joachim von Ribbentrop
- Alfred Rosenberg
- Fritz Sauckel
- Arthur Seyss-Inquart
- Julius Streicher